# Lambeozaury
Lambeozaury to grupa dinozaurów z rodziny Hadrozaurów. Hadrozaury dzielą się na dwie grupy: Hadrozaurów i Lambozaurów. Lambeozaury w przeciwieństwie do Hadrozaurów mają na głowie grzebienie. Do Lambeozaurów należą np. Parazaurolof, Korytozaur, Lambeozaur, Tsintaozaur.

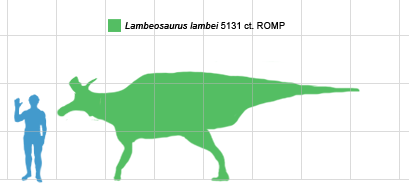
Porównanie rozmiarów lambeozaurów

## Klasyfikacja
- Rząd – Dinozaury ptasiomiedniczne
  - Podrząd – Cerapoda
    - Infrarząd – Ornitopody
      - Rodzina – Hadrozaury
        - Podrodzina – Lambeozaury (hipakrozaury)
          - Rodzaj – Tsintaozaur
          - Rodzaj – Jaksartozaur
          - Rodzaj – Amurozaur
          - Rodzaj – Sahaliyania
          - Rodzaj – Arenysaurus
          - Rodzaj – Blasisaurus
          - Rodzaj – Angulomastacator
          - Rodzaj – Nanningozaur
          - Rodzaj – ? Trachodon
          - Rodzaj – Pararabdodon
          - Rodzaj – Pteropelyx
          - Rodzaj – Baktrozaur
          - Plemię – Parasaurolophini
            - Rodzaj – Parazaurolof
            - Rodzaj – Charonozaur

          - Plemię – Korytozaury
            - Rodzaj – Lambeozaur
            - Rodzaj – Procheneozaur (wątpliwy, osobnik młody lambeozaura albo korytozaura)

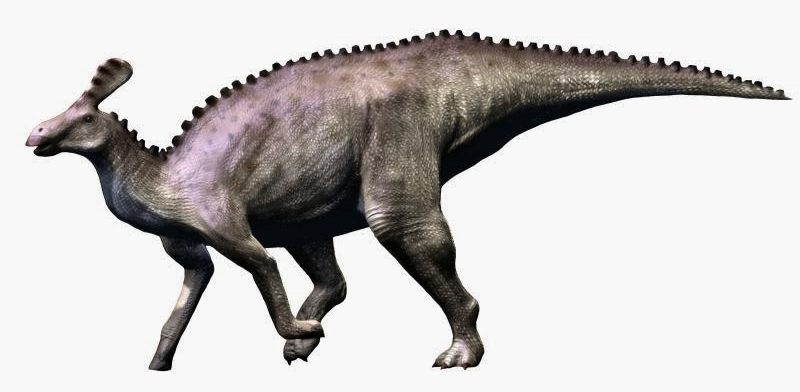
Tsintaozaur
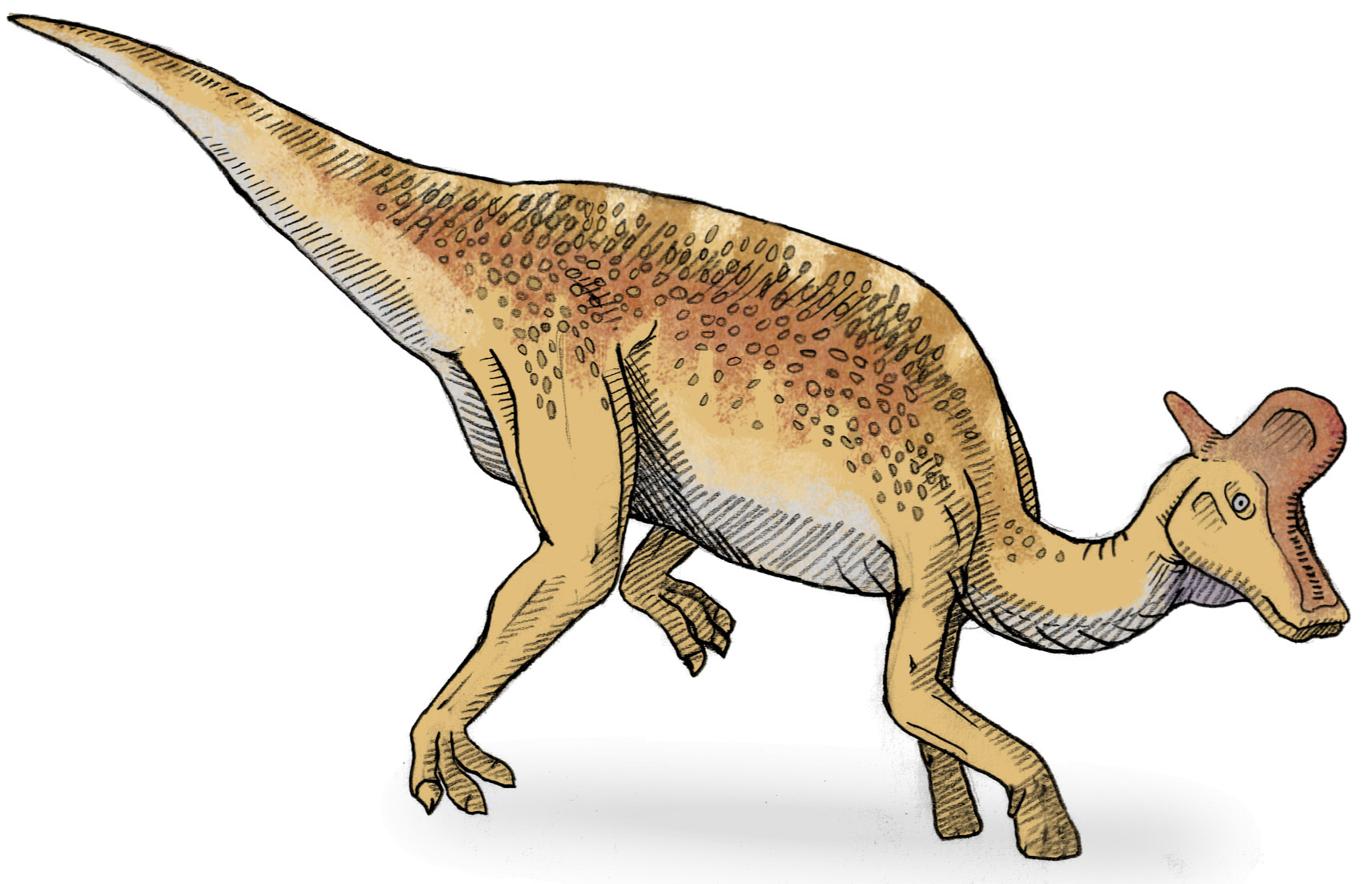
Lambeozaur

            - Rodzaj – Barsboldia
            - Rodzaj – Nipponozaur
            - Rodzaj – Olorotytan
            - Rodzaj – Korytozaur
            - Rodzaj – Hipakrozaur
            - Rodzaj – Velafrons

- Tsintaozaur
- Lambeozaur